# Jean Portante

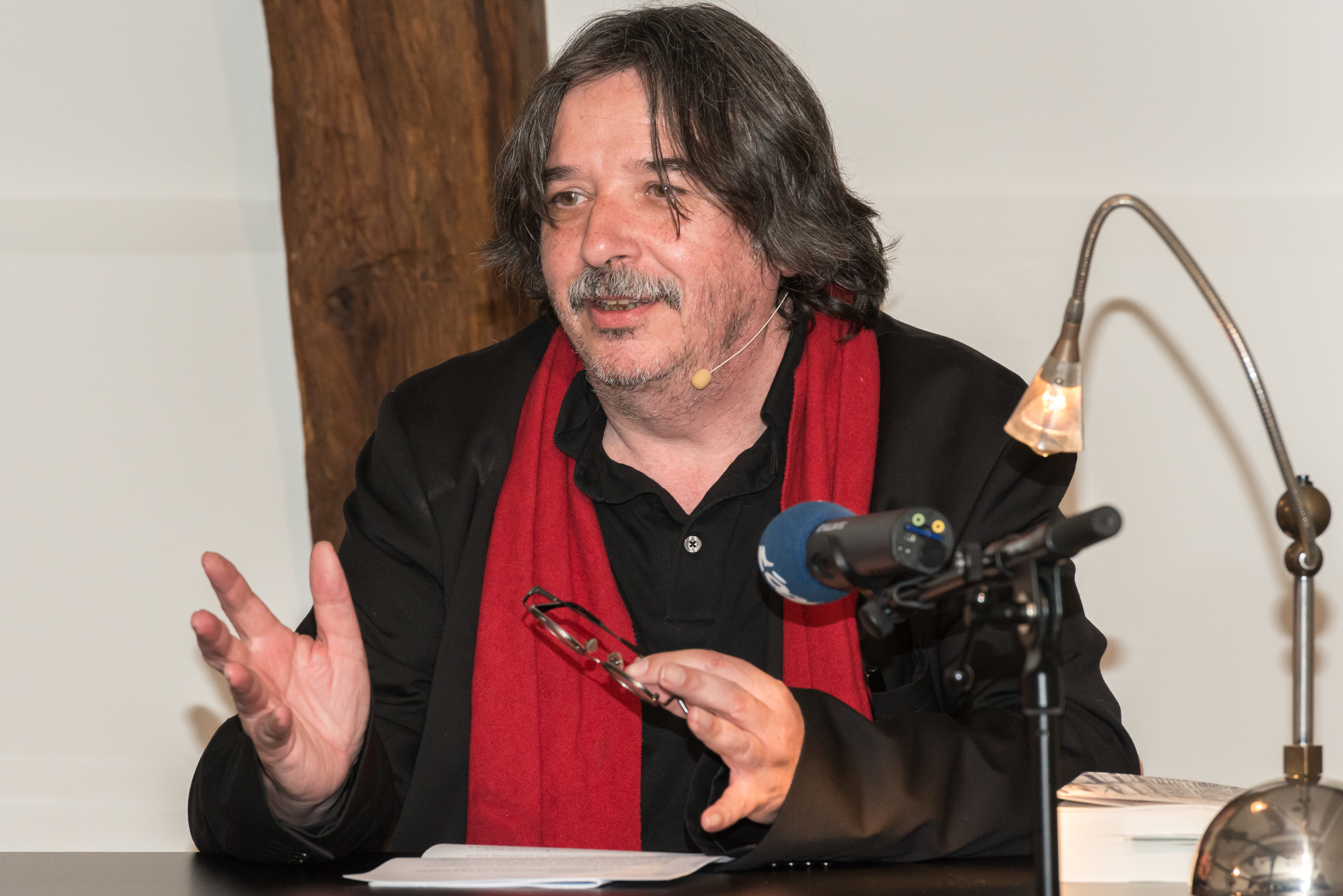
Jean Portante am 4. Juli 2016 bei der Preisverleihung des Prix Servais

Jean Portante (* 19. Dezember 1959 in Differdingen) ist ein luxemburgischer Schriftsteller, Übersetzer, Autor und Journalist. Er ist auch Autor von Erzählungen und Bühnenwerken.
Er ist Mitglied der Académie Mallarmé und leitet die Herausgabe der Collectioun Cahiers latins beim Verlag Éditions Caractères in Paris. Hier schreibt er regelmäßig in der französischsprachigen Wochenzeitung Le Jeudi von Editpress. 1994 und 2016 wurde er mit dem Prix Servais, 2011 mit dem luxemburgischen Prix-Batty-Weber-Staatspreis für sein Gesamtwerk ausgezeichnet. 2003 erhielt er ferner den in Frankreich veröffentlichten Prix Mallarmé für seinen Gedichtband L’Etrange langue.

## Leben und Arbeit
Als Sohn italienischer Eltern war er mit der italienischen Sprache von Kind an vertraut.
Die eigenständige Luxemburger Literatur gibt es in französischer, deutscher und luxemburgischer Sprache, und auch Portante schreibt nicht in seiner italienischen Muttersprache, wenn sein Sujet Autobiografisches oder Refektionen zum Thema Einwanderung betrifft. Die große Gruppe italienischstämmiger Einwanderer wird beispielsweise von Pino Mariano (* 1947) und Vincenzo Rindone (* 1986) im Bereich der Lyrik oder Raffaele Viglione im Bereich des Theaters zwar behandelt, „aber die Wahl der italienischen Sprache marginalisiert sie im Vergleich zur traditionell dreisprachigen Literaturproduktion des Landes“. Joseph Boggiani wertet dies als untrügliches Zeichen einer gelungenen Integration.
Ansonsten schreibt er seine Bücher seit 2018 hauptsächlich in den beiden Sprachen Französisch und Italienisch. Sie werden in Luxemburg und Frankreich bei PHI, Le Castor Astral veröffentlicht. Sein Gesamtwerk ist bei La Rumeur libre erschienen. Übersetzungen sind bislang in Belgien, der Schweiz, Québec sowie in gut zwanzig anderen Ländern erschienen.

„[…] there isn’t ONE language in my writing.  What you see is the French language, a little disordered but on the whole correct, I mean orthographically, morphologically and syntactically speaking.  What isn’t seen, what only exists inside, ‘lungs’ (poumonne) the plurality of languages, the mother tongue and others, without revealing itself.“

Mit 33 Jahren kam Jean Portante zum Schreiben. Zuvor studierte er in Nancy und war währenddessen bei den Mai-Protesten 1968 aktiv und zusätzlich als Sprachlehrer für Französisch tätig. 1983 wechselte er seinen Wohnsitz nach Paris, das er in seinen ersten Feu et boue – das im gleichen Jahr bei Edition Caractère erschien – thematisierte. Anschließend war er lange Zeit in Lateinamerika, wo er sich die spanischen Sprache aneignete. Neben seiner schriftstellerischen Arbeit ist er seit über zwanzig Jahren als Übersetzer tätig (insbesondere von Juan Gelman), aber auch von Dutzenden von poetischen Stimmen aus dem Spanischen, Deutschen, Englischen und Luxemburgischen. Seine eigenen Bücher sind weitgehend übersetzt, und zu den jüngsten Übersetzern seiner Gedichte ins Englische gehören die Dichter Pierre Joris und Zoë Skoulding.
In Frankreich gründete er zusammen mit dem Dichter Jacques Darras das Poesiemagazin Inuits dans la jungle, dessen erste Ausgabe im Juni 2008 erschien. In Luxemburg gründete er 2009 die Literaturzeitschrift Transkrit, die sich der Übersetzung zeitgenössischer Literatur widmet – seither leitet er dieses Literaturmagazin.
Insgesamt umfasst sein Œuvre mehr als 40 Werke. Seine Übersetzungen sind beispielsweise Romane des oben genannten Juan Gelman, von Gonzalo Rojas, Anne Marie Glasheen (* 1945) und der ebenfalls oben bereits erwähnten Zoë Skoulding (* 1976), ferner Lyrik aus dem Spanischen, Italienischen, Englischen und Deutschen ins Französische. Seine Romane wurden in viele Sprachen übersetzt, unter anderem ist er Autor der 1999 erschienenen Biografie L’autre Amérique über Allen Ginsberg.

## Werke (Auswahl)

### Romane
- Projets pour un naufrage prémédité. PHI, Luxemburg 1987
- Un deux cha cha cha. PHI, Luxemburg 1990
- Mrs Haroy ou la mémoire de la baleine, PHI, Luxemburg 1997 (Prix Servais)
- Mourir partout sauf à Differdange, PHI, Luxemburg 2003

### Gedichte (Auswahl)
- Feu et boue, Editions Caractères, Paris 1983
- L'instant des nœuds, Editions Saint-Germain-des-Prés, Paris 1984
- Horizon, vertige & italie intercalaire, Arcam, Paris 1986 (Prix Rutebeuf)
- Effaçonner, PHI/Ecrits des Forges. Luxemburg/Québec 1996
- La morte del padre. En plein edizioni. Mailand 1999
- La pluie comme un œil. Editions Empreintes, Lausanne 2001
- L'étrange langue. Gedichte. Le Taillis Pré, Namur 2002 (Prix Mallarmé)
- L'arbre de la disparition, PHI/Ecrits des Forges, Luxemburg/Quebec 2004
- La cendre des mots. Anthologie personnelle. Le Castor Astral, Paris 2005.
- Le travail du poumon, Editions Le Castor Astral, Paris 2007.
- En réalité, PHI, Luxemburg 2008
- Conceptions, PHI, Luxemburg 2012
- Après le tremblement, Editions Le Castor Astral, Paris 2013
- La Tristesse Cosmique, PHI, Paris 2017.